# Wadicosa okinawensis
Espèce
Synonymes
- Pardosa okinawensis Tanaka, 1985
- Wadicosa daliensis Yin, Peng & Zhang, 1997

Wadicosa okinawensis est une espèce d'araignées aranéomorphes de la famille des Lycosidae.

## Distribution
Cette espèce se rencontre au Japon dans l'archipel Nansei, en Chine et au Laos.

## Description

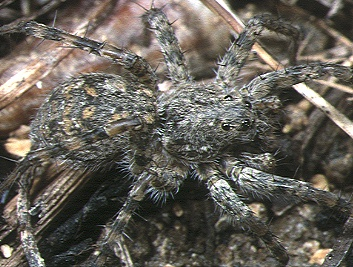
Wadicosa okinawensis ♀

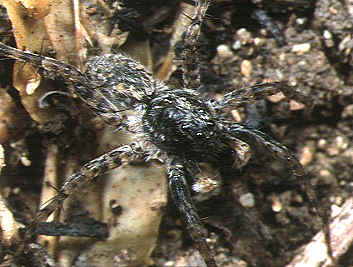
Wadicosa okinawensis ♂

La femelle holotype mesure 5,40 mm et le mâle paratype 5,10 mm, les mâles mesurent de 5,06 à 5,44 mm et les femelles de 4,69 à 7,56 mm.
Le mâle décrit par Magar, Ballarin et Eguchi en 2025 mesure 5,46 mm et la femelle 5,59 mm.

## Systématique et taxinomie
Cette espèce a été décrite sous le protonyme Pardosa okinawensis par Tanaka en 1985. Elle est placée dans le genre Wadicosa par Tanaka en 2000.
Wadicosa daliensis a été placée en synonymie par Magar, Ballarin et Eguchi en 2025.

## Étymologie
Son nom d'espèce, composé de okinaw[a] et du suffixe latin -ensis, « qui vit dans, qui habite », lui a été donné en référence au lieu de sa découverte, Okinawa.

## Publication originale
- Tanaka, 1985 : « Descriptions of new species of the Lycosidae (Araneae) from Japan. » Acta Arachnologica, vol. 33, p. 51-87 (texte intégral).